# Euchloe lotta
Euchloe lotta is een vlindersoort uit de familie van de Pieridae (witjes), onderfamilie Pierinae.
Euchloe lotta werd in 1898 beschreven door William Beutenmüller.